# FDGB-Bezirkspokal 1964/65
Im FDGB-Bezirkspokal der Saison 1964/65 wurden wie im Vorjahr Finalspiele in den einzelnen Bezirken ausgetragen, deren Sieger für den FDGB-Pokal 1965/66 teilnahmeberechtigt waren.

## Geschichte
Der Spielbetrieb in den 15 Bezirken wurde vom jeweiligen Bezirksfachausschuss (BFA) durchgeführt, in denen die Mannschaften unterhalb der beiden höchsten Spielklassen (DDR-Oberliga und DDR-Liga) im Ligasystem auf dem Gebiet des Deutschen Fußball-Verbandes (DFV) spielberechtigt waren.
In dieser Spielzeit konnte keine Mannschaft den Pokalsieg aus dem Vorjahr verteidigten und die BSG Aktivist Laubusch verlor ihr zweites Finale in Folge.
Das Double von Meisterschaft und Pokalsieg erreichte die BSG Motor Wolgast und die BSG Motor Brand-Langenau, was durch eine Final-Niederlage die BSG Motor Köpenick und die BSG Motor Eberswalde verpassten.
Mit der Betriebssportgemeinschaft (BSG) Traktor Ducherow gelang es einer unterklassigen Mannschaft (Bezirksklasse) den Pokal zu gewinnen.

## FDGB-Bezirkspokalendspiele
|                         | Bezirkspokalendspiele (Saison 1964/65) |
| Bezirk Rostock          | Sonntag, den 23. Mai 1965 in Tribsees BSG Motor Wolgast – SC Empor Rostock II 3:0 |
| Bezirk Schwerin         | Samstag, den 01. Mai 1965 in Goldberg BSG Einheit Güstrow – ASG Vorwärts Perleberg 2:0 |
| Bezirk Neubrandenburg   | Samstag, den 05. Juni 1965 in Demmin BSG Traktor Ducherow – BSG Traktor Lelkendorf 4:2 |
| Bezirk Potsdam          | Samstag, den 19. Juni 1965 in Brandenburg an der Havel ASG Vorwärts Potsdam – BSG Stahl Hennigsdorf 2:1 |
| Ost-Berlin              | Mittwoch, den 28. April 1965 im Stadion An der Alten Försterei von Ost-Berlin vor 1.500 Zuschauern SG Lichtenberg 47 – BSG Motor Köpenick 2:1                                                                        |
| Bezirk Frankfurt (Oder) | Samstag, den 22. Mai 1965 in Seelow TSG Fürstenwalde – BSG Motor Eberswalde 2:1 |
| Bezirk Magdeburg        | Samstag, den 01. Mai 1965 in Magdeburg SG Motor/Vorwärts Oschersleben – BSG Chemie Schönebeck 1:0 |
| Bezirk Halle            | Sonntag, den 30. Mai 1965 in Halle/Saale BSG Stahl WW Hettstedt – BSG Turbine Halle 3:2 |
| Bezirk Leipzig          | Sonntag, den 27. Juni 1965 in Markranstädt BSG Motor Schkeuditz – BSG Stahl Lippendorf 5:2 n. V. |
| Bezirk Cottbus          | Samstag, den 05. Juni 1965 in Welzow BSG Aktivist Welzow – BSG Aktivist Laubusch 4:1 |
| Bezirk Dresden          | Sonntag, den 27. Juni 1965 in Lommatzsch BSG Lokomotive Dresden – BSG Stahl Riesa II 3:1 |
| Bezirk Karl-Marx-Stadt  | Samstag, den 22. Mai 1965 in Oberfrohna BSG Motor Brand-Langenau – BSG Wismut Cainsdorf 3:2 n. V. |
| Bezirk Erfurt           | Samstag, den 22. Mai 1965 in Erfurt SC Turbine Erfurt II – BSG Motor Nord Erfurt 3:2 |
| Bezirk Gera             | Mittwoch, den 09. Juni 1965 in Pößneck BSG Chemie Schwarza – BSG Fortschritt Greiz 3:0 |
| Bezirk Suhl             | Mittwoch, den 14. Juli 1965 in Wasungen BSG Kali Werra Tiefenort – BSG Motor Schmalkalden 0:0 n. V. Wiederholungsspiel: Samstag, den 17. Juli 1965 in Wasungen BSG Kali Werra Tiefenort – BSG Motor Schmalkalden 3:0 |